# Marcelo Torres (futebolista)
Luis Marcelo Torres (Temperley, 6 de Novembro de 1997) é um futebolista argentino que atua como atacante. Atualmente, joga no Boca Juniors.

## Carreira
Marcelo Torres começou nas categorias de base do Boca Juniors em 2015 com apenas 14 anos
de idade. Em 2017 subiu para o profissional da equipe.

## Seleção Argentina
Marcelo foi convocado para a disputa do Sul-Americano Sub-20 de 2017 no Equador,
e do Mundial Sub-20 de 2017 na Coreia do Sul.

## Títulos

### Artilharias
- Campeonato Sul-Americano Sub-20 de 2017 (5 gols)